# Sistemas de Irrigação Aflaj
Os Sistemas de Irrigação Aflaj, classificados pela UNESCO, são cinco zonas de aflaj que representam cerca de três milhares de sistemas de irrigação em uso em Omã. As origens deste sistema de irrigação datam provavelmente do século VI, embora prova arqueológica sugira que já existiam sistemas precursores em 2500 a.C. Aflaj é, em língua árabe, o plural de falaj, que significa divisão equitativa de parcelas e recursos escassos, para assegurar a sustentabilidade. Usando a gravidade, a água é canalizada de fontes subterrâneas ou nascentes para a agricultura e usos domésticos, muitas vezes ao longo de muitos quilómetros. A justa e efectiva gestão e partilha da água em aldeias e vilas é ainda orientada pela dependência mútua, valores comunais e observações astronómicas. Numerosas torres de vigia foram construídas para observar e defender os sistemas de regadio e condução de água.
Outros edifícios listados pela UNESCO são as mesquitas, casas e locais de leilão de direitos de água. O sistema encontra-se actualmente ameaçado devido ao baixo nível dos caudais provenientes dos aquíferos subterrâneos.